# Чон Чхоль
Чон Чхоль (ханча: 鄭澈, 18 декабря 1536 г. (6 декабря по лунному календарю) — 7 февраля 1594 г. (18 декабря 1593 по лунному календарю); псевдоним Сонган «Сосновая река»), корейский поэт. Служил в Королевском секретариате династии Чосон. Составил семь томов сочинений на ханмуне, более восьмидесяти сиджо и четыре каса. Считается одним из корейских национальных поэтов.

## Творчество
Два каменных будды,

Нагие, стоят у дороги;

Их ветр овевает

И хлещут дожди и метели.

Завидуй! Не знают

Они человечьей разлуки.

Зачем, старик, несешь ты эту ношу?

Давай-ка лучше я её возьму!

Я молод и силен и груз тяжелый,

Взвалив на плечи, донесу легко.

А ты с собой повсюду старость тащишь,

Она ведь и сама — тяжелый груз!

Над тихою водою тень скользнула —

По мостику идет старик монах.

Скажи мне, все дороги исходивший,

Куда теперь ты направляешь путь?

Не замедляя шаг, он поднял посох

И молча мне на небо указал.